# Kleine Hausfledermaus

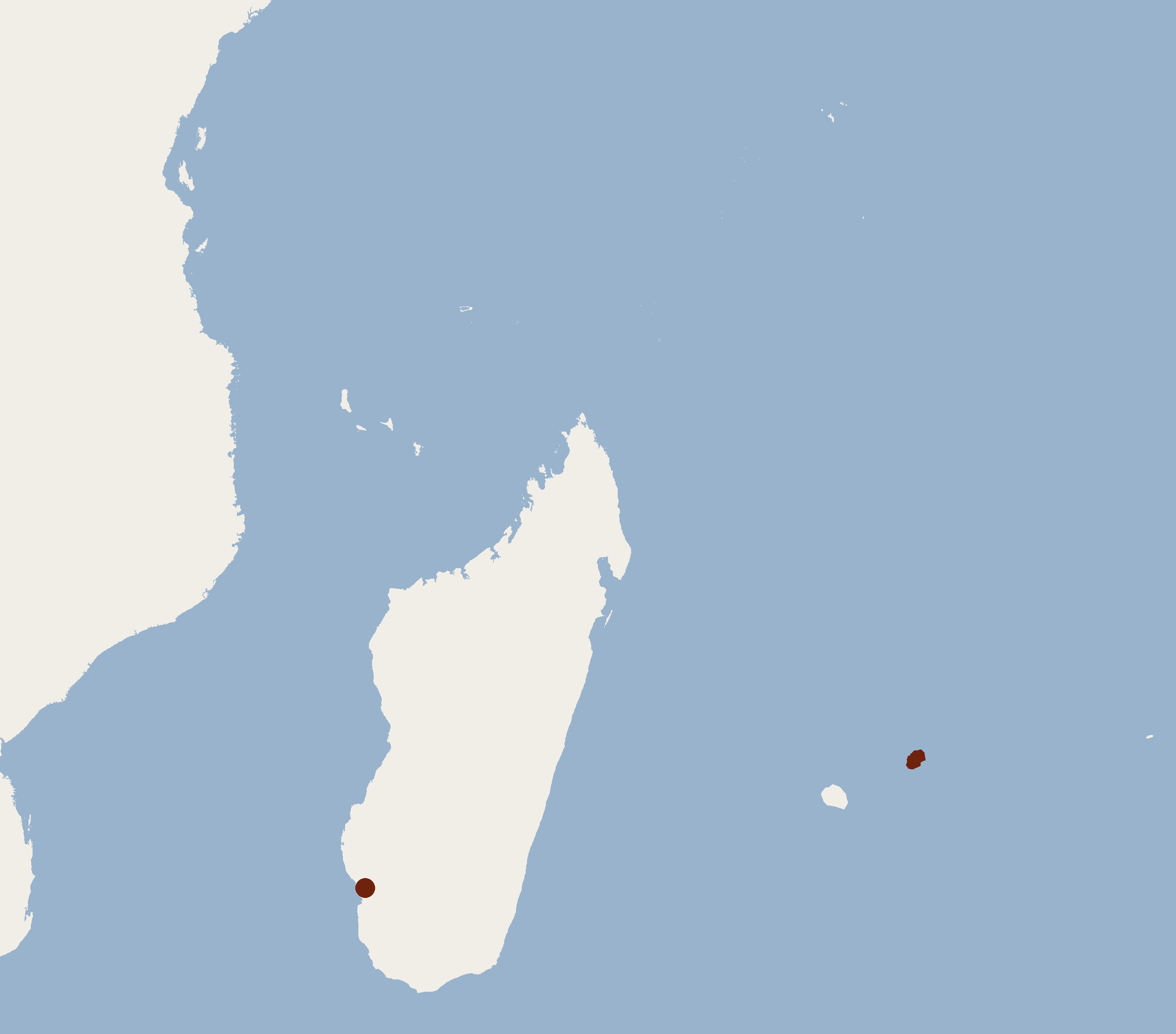
Möglicher Fundort im südwestlichen Madagaskar markiert, fälschlich auf Mauritius eingetragener Fundort, Réunion ist die größere Insel etwas weiter südwestlich

Die Kleine Hausfledermaus (Scotophilus borbonicus) ist ein wenig erforschtes Fledertier in der Gattung der Hausfledermäuse, das vermutlich auf Réunion endemisch ist. Der Artzusatz im wissenschaftlichen Namen bezieht sich auf den alten Namen von Réunion, Île Bourbon.

## Entdeckung
Um das Jahr 1800 wurden zwei Exemplare der Art gefangen und ein Präparat ist erhalten. Es befindet sich jedoch in einem sehr schlechten Zustand. Ein 1868 im südlichen Madagaskar gefangenes Exemplar wurde 2005 in einer Studie der Kleinen Hausfledermaus zugeordnet, doch aufgrund der schlechten Erhaltung des Fundes aus Réunion kann eine Übereinstimmung nicht als gesichert gelten. Zeitweilig hatten verschiedene Zoologen die Auffassung, dass die Kleine Hausfledermaus eine Inselform der Südlichem Grünlichen Hausfledermaus (Scotophilus viridis) oder der Weißbäuchigen Hausfledermaus (Scotophilus leucogaster) ist. Eine Studie von 1985 bestätigte die Einordnung als Art.

## Merkmale
Das erhaltene Museumsexemplar hat eine Unterarmlänge von 51 mm. Nach der langen Lagerung erscheint das oberseitige Fell rotbraun, während die Unterseite weißlich ist. Diese Angaben entsprechen der Erstbeschreibung von Étienne Geoffroy Saint-Hilaire.

## Verbreitung und Lebensweise
Ob die Fledermaus noch auf Réunion vorkommt, ist nicht gesichert. Messgeräte, die auf der Insel zur Aufnahme von Echoortungsrufen aufgestellt wurden, registrierten Laute mit einer Frequenz um 60 kHz, die den Rufen afrikanischer Hausfledermäuse ähneln. Möglicherweise stammen sie von der Kleinen Hausfledermaus.

## Gefährdung
Die IUCN listet die Art vor allem aufgrund der noch umstrittenen taxonomischen Abgrenzung mit unzureichende Datenlage (data deficient).